# Ministério Público do Estado do Tocantins
O Ministério Público do Estado do Tocantins (MPTO) é a instância no Estado do Tocantins do Ministério Público, que tem como objetivo defender os direitos dos cidadãos e os interesses da sociedade.
O procurador-geral de Justiça Luciano Casaroti está no comando do MP TO para o biênio 2023/24.